# Стоколос прямий
Стоколос прямий, стоколос прямий як Bromopsis erecta (Bromus erectus) — вид рослин родини тонконогові (Poaceae), поширений у Європі, західній Азії, заході Північної Африки.

## Опис
Багаторічна трав'яниста рослина (40)60–70(100) см. Листові піхви голі або розсіяно запушені; листові пластинки 20–35 см × 2–3 мм, голі або розсіяно запушені, верхівкові загострені; лігула ≈2 мм. Піхви старих листків біля основи стебла цільні або розірвані на смужки, але не сітчасто-волокнисті. Волоть 10–20 см, завжди прямостійна, вузька, стисла, з грубими, що стирчать, короткими (зазвичай значно коротшими від колосків) гілочками. 2n = 28, 56, 70.

## Поширення
Поширений у Європі, західній Азії, заході Північної Африки; натуралізований у Австралії, Новій Зеландії, Аргентині, Чилі, Китаї — Тибетський автономний район.
В Україні вид зростає на суходільних і заплавних луках, степових схилах і відслоненнях — окремі місцезнаходження в Закарпатській обл.; у Львівській і Тернопільській областях одинично; як заносна рослина в Білій Церкві й ок. с. Козаче (Черкаська обл., Драбівський р-н).

## Галерея

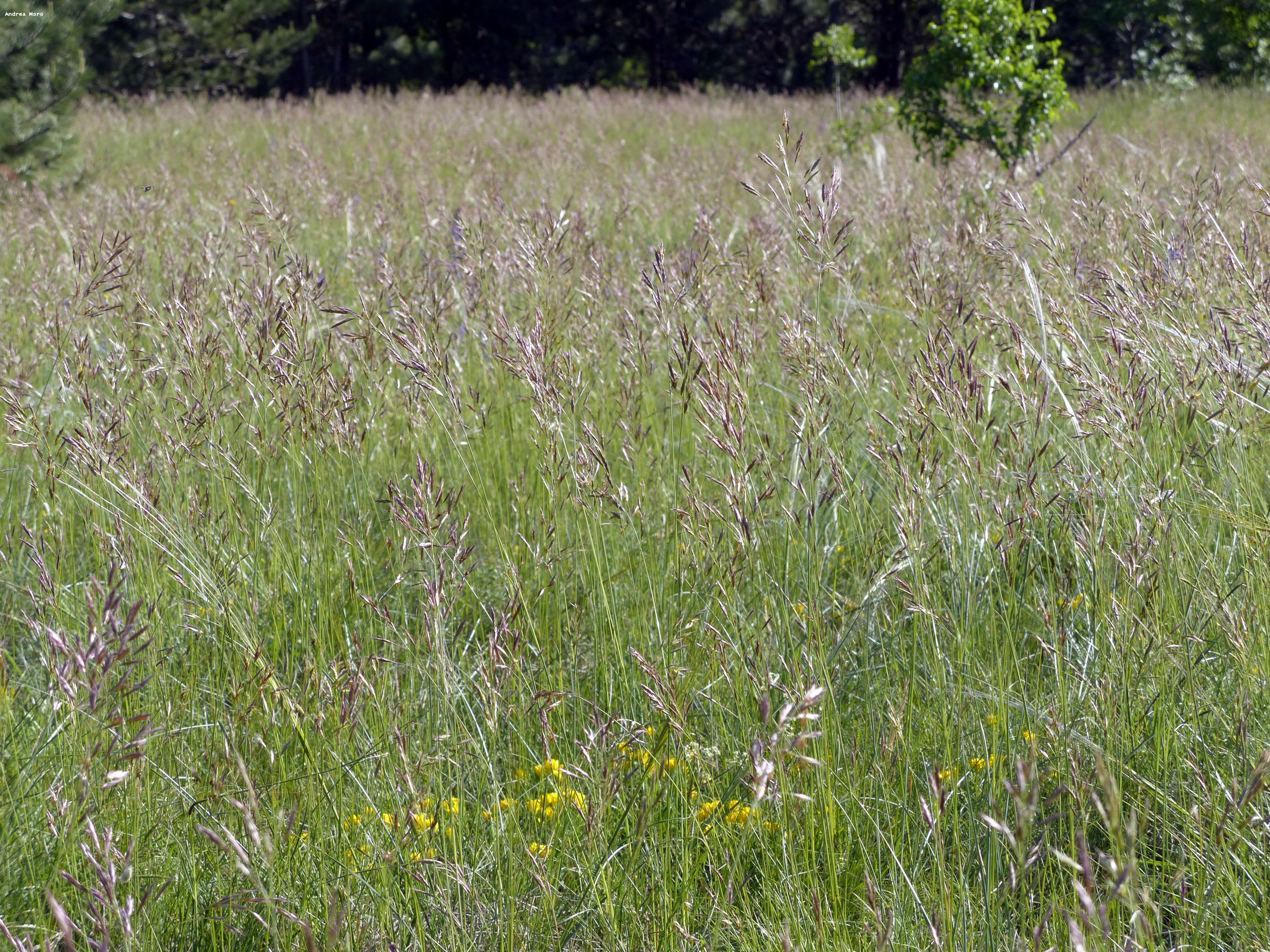
у середовищі проживання
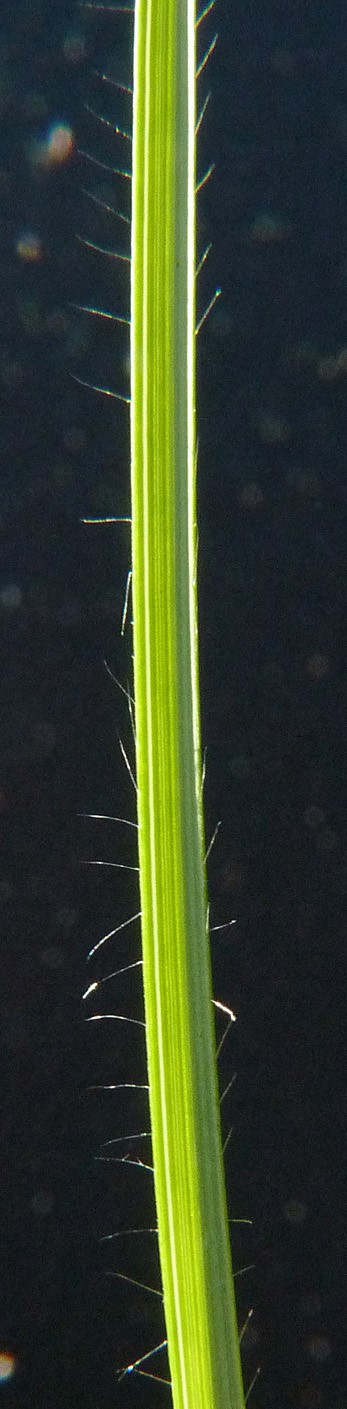
листок
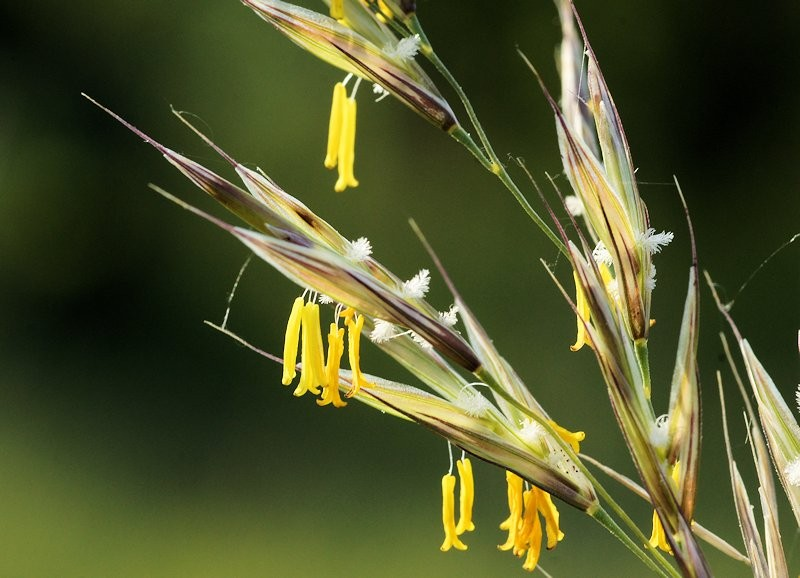
квіти
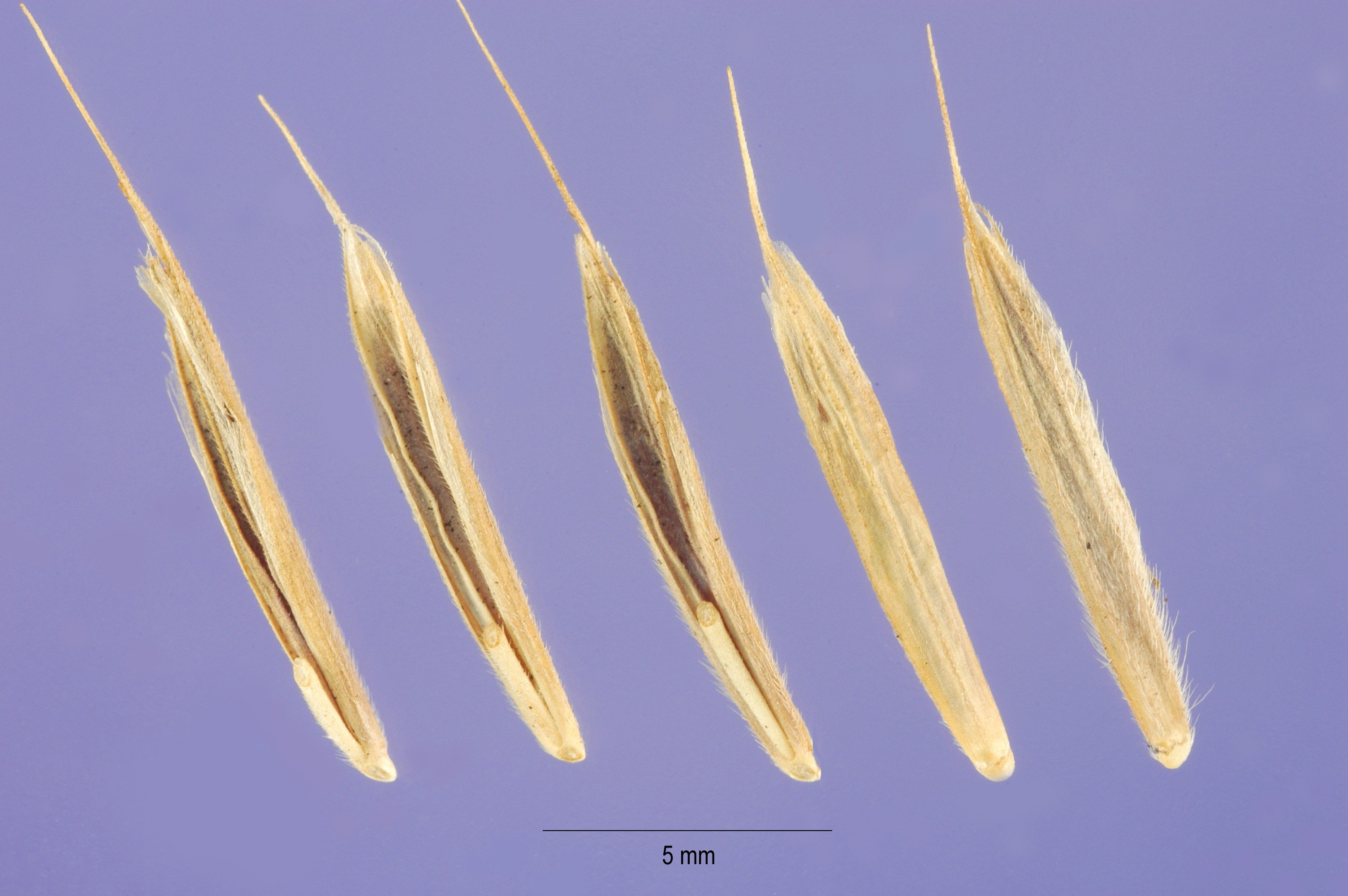
плоди
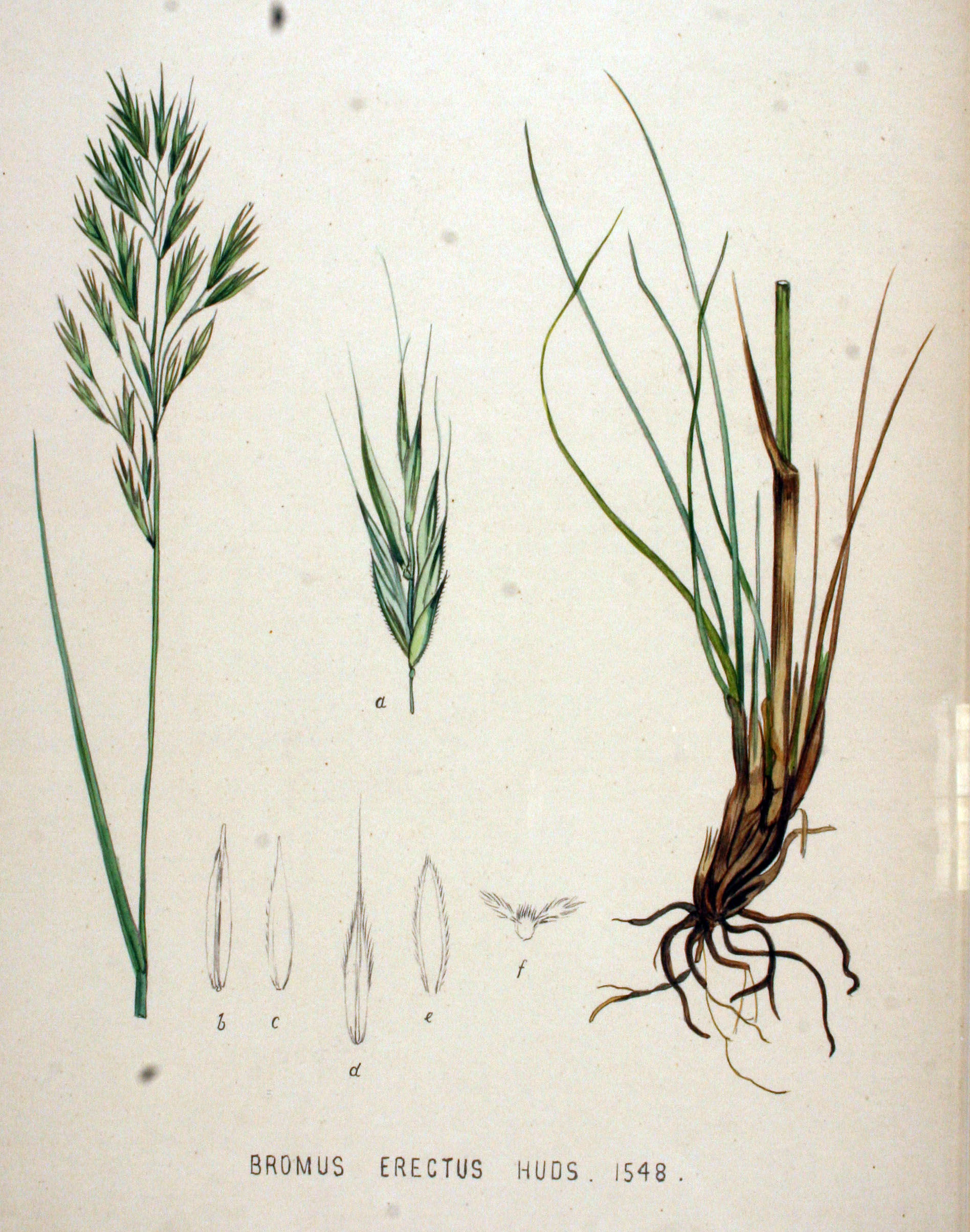
ілюстрація